# Argayo
Argayo är en ort i Spanien. Den ligger i provinsen Provincia de León och regionen Kastilien och Leon, i den nordvästra delen av landet, 400 km nordväst om huvudstaden Madrid. Argayo ligger 949 meter över havet och antalet invånare är 103.
Terrängen runt Argayo är kuperad. Runt Argayo är det ganska glesbefolkat, med 22 invånare per kvadratkilometer. Närmaste större samhälle är Fabero, 6,3 km sydväst om Argayo. I omgivningarna runt Argayo växer i huvudsak barrskog.